# Australoplana sanguinea
Australoplana sanguinea är en plattmaskart som först beskrevs av Henry Nottidge Moseley 1877.  Australoplana sanguinea ingår i släktet Australoplana och familjen Geoplanidae. Inga underarter finns listade i Catalogue of Life.